# 강지섭
강지섭(姜志燮, 본명: 김영섭, 본명 한자: 金永燮)은 대한민국의 배우이다.

## 연기 활동

### 드라마
| 연도 | 방송사 | 제목                           | 역할   | 기타     |
| ---- | ------ | ------------------------------ | ------ | -------- |
| 2005 | SBS    | 하늘이시여                     | 강이리 |          |
| 2006 | MBC    | MBC 베스트극장 - 바다가 하는말 | 이기영 |          |
| 2006 | SBS    | 독신천하                       | 강우혁 |          |
| 2007 | SBS    | 소금인형                       | 민현수 |          |
| 2007 | KBS2   | 행복한 여자                    | 장병구 |          |
| 2008 | KBS2   | 태양의 여자                    | 홍은섭 |          |
| 2009 | SBS    | 두 아내                        | 송지호 |          |
| 2010 | KBS1   | 바람 불어 좋은 날              | 강상준 |          |
| 2011 | E채널  | 여제                           | 정혁   |          |
| 2011 | MBN    | 갈수록 기세등등                | 강인한 |          |
| 2012 | KBS2   | 적도의 남자                    | 최윤석 |          |
| 2013 | SBS    | 두 여자의 방                   | 한지섭 |          |
| 2014 | TV조선 | 아내스캔들 - 바람이 분다       |        |          |
| 2014 | JTBC   | 12년만의 재회: 달래 된, 장국   | 장우   | 특별출연 |
| 2015 | tvN    | 울지 않는 새                   | 박성수 |          |
| 2016 | SBS    | 마녀의 성                      |        |          |
| 2016 | MBC    | 쇼핑왕 루이                    | 남준혁 |          |
| 2017 | SBS    | 브라보 마이 라이프             | 설도현 |          |
| 2021 | KBS1   | 속아도 꿈결                    | 진혁   | 특별출연 |
| 2022 | KBS1   | 태종 이방원                    | 황희   |          |
| 2022 | tvN    | 킬힐                           | 필원   |          |
| 2022 | KBS2   | 태풍의 신부                    | 강태풍 |          |

### 영화
- 2014년 《설계》 ... 용훈 역
- 2018년 《나를 기억해》 ... 우혁 역

### 뮤직비디오
- 2010년 노블레스 - 이별후유증

## 방송
- 2008년 엠넷 《강지섭의 러브파이터》
- 2014년 SBS 《정글의 법칙》
- 2015년 TV조선 《애정통일 남남북녀 시즌 2》
- 2015년 MBC 《위대한 유산》
- 2016년 MBC 《미스터리 음악쇼 복면가왕》 - 예술가 김선생님
- 2021년 MBN 《보이스킹》

## 광고
- 코카콜라
- 우리은행

## 수상 및 후보
ㅣ 2009 
ㅣ[ SBS 연기대상 ] 
ㅣ 연속극 부문 조연상 
ㅣ[ 두아내 ] [ 후보 ] 

| 연도 | 시상식       | 부문                           | 작품         | 결과 |
| ---- | ------------ | ------------------------------ | ------------ | ---- |
| 2006 | SBS 연기대상 | 뉴스타상                       | 독신천하     | 수상 |
| 2008 | KBS 연기대상 | 남자 조연상                    | 태양의 여자  | 후보 |
| 2013 | SBS 연기대상 | 장편드라마부문 남자 우수연기상 | 두 여자의 방 | 후보 |
| 2022 | KBS 연기대상 | 일일드라마 부문 남자 우수상    | 태풍의 신부  | 후보 |